# Турбина
Турбина (франц. turbine < лат. turbo, генитив turbinis: вихор, вртлог) ротациона је машина (струјни мотор) која струјну енергију радног флуида трансформише у механички рад. Она претвара потенцијалну или топлотну енергију тока флуида у кинетичку енергију, те даље вртњом ротора у механички рад. Механички рад добијен на овај начин се може искористити за добијање електричне енергије или покретање неке друге ротационе машине (најчешће пумпе, компресори и друго).Турбина је у односу на реципроцирајуће машине исте снаге знатно мање и лакше, имају боље уравнотежење ротирајућих маса, константан обртни момент и друго. Зависно од врсте флуида, разликују се турбине које покреће нестишљиви радни флуид, на пример вода (водна турбина), те турбине које покреће стишљиви флуид, на пример водена пара, плинови изгарања или ваздух (парна турбина; плинска турбина; ветрена турбина). У мирујућем кућишту турбине налазе се статорске лопатице, елементи за регулацију и управљање, прикључци за довод и одвод раднога флуида, те лежајеви ротора. Ротор носи ред лопатица које заједно с редом статорских лопатица чине један ступањ турбине. Парне и плинске турбине могу имати више од једнога ступња (вишеступањске турбине). Прве спознаје о упораби турбина потичу из античке Грчке. Данашње су турбине различитих величина и снага, од најмањих, које као пнеуматски актуатори погоне различите ручне алате (пнеуматика), до оних највећих, какве су водне турбине за погон електричних генератора, које имају промер од неколико метара и снагу до 1 500 .
Најједноставније турбине имају један помични део, ротор, а то је вратило или бубањ, са лопатицама. Проток течности делује на лопатице тако да се окрећу и дају енергију ротације на ротор. Рани примери турбина су ветрењаче и водени млинови. Плинске, парне и водне турбине обично имају кућиште око лопатица које садржи и контролише радну материју. За изум парне турбине заслужан је британски инжењер Чарлс Алџернон Парсонс (1854 - 1931), за проналазак реакције у турбини, и шведски инжењер Густав де Лавал (1845 - 1913), за изум погонске турбине. Модерне парне турбине често употребљавају реакцију и импулс у истој јединици, обично различити ступањ реакције и импулса из корена лопатица своје периферије. Уређај сличан турбини, али у обрнутом процесу, је компресор или пумпа. Аксијални турбокомпресор у многим плинским турбинама добар је пример. Овдје поновно, и реакција и импулс су искориштени и опет, у модерним осовинским компресорима, ступањ реакције и импулса обично ће се разликовати од коријена лопатица периферије. Клод Бурдин 1828. је употребио термин turbo из латинског што означава вртлог, током инжењерског такмичења. Бенуа Фурнерон, студент Клода Бурдина, изградио је прву практичну водну турбину.

## Начин рада
Радна течност садржи потенцијалну енергију (притисак) и кинетичку енергију (брзина). Течност може бити стишљива или нестишљива.
Неколико принципа турбине за прикупљање енергије:

### Импулсне турбине
Ове турбине мењају смер протока течности велике брзине или млаза плина. Настали импулс силе окреће турбину и оставља проток течности са смањеном кинетичком енергијом. Нема промене притиска течности или плина на лопатицама у ротору турбине (помичним лопатицама), као у случају парне или гасне турбине, сав пад притиска одвија се у стационарним лопатицама (млазнице). Пре стизања у турбину, притисак течности мења се с брзином, убрзавајући течност млазницом. Пелтонова турбина искључиво користи ту појаву. Импулс турбине не захтева притисак на крило око ротора будући да је млаз течности створен млазницом пре достизања на лопатице ротора. Други Њутнов закон описује пренос импулса енергије за турбине.

### Реакцијске турбине
Ове турбине развијају момент силе дејством притиска на плин или течност или на њихову масу. Притисак плина или течности мења се проласком кроз турбинске лопатице ротора. Притисак на крило је потребан да би задржавала течност док делује на турбину или турбина мора бити у потпуности уроњена у течност која је покреће (као код ветроагрегата). Кућиште садржи и усмерава радну течност и, за водне турбине, одржава усисавање кроз дану цев. Францисова турбина и већина парних турбина користи ову појаву. За утечњене радне гасове, обично се користи више турбина за делотворно упрегнуће раширеног гаса. Трећи Њутнов закон описује пренос енергије за реакцијске турбине.
У случају парних турбина, које би се користиле за бродске примене или за копнене генераторе, Парсонов тип реакцијске турбине захтевао би отприлике двоструки број редова лопатица, као де Лавалова погонска турбина, за исти ступањ испуштања топлоте. Док то Парсонова турбина ради много дуже и теже, укупна делотворност реакцијске турбине мало је већа него еквивалентна погонска турбина за исто испуштање топлоте. Парне турбине и касније, гасне турбине, непрекидно су развијане током 20. века. Настављајући да то чине и у пракси, пројекти модерних турбина су користили обе реакције и импулс за мењање ступњева, кад год је то могуће. Турбине на ветар користе аеродинамички профил за генерирање узгона ветра и слања на ротор (то је облик реакције). Ветрењаче добивају неку енергију и из побуде ветра, уз скретање угла. Банки-Мишелове турбине су дизајниране као побудне машине са млазницама, али одржавају неку ефикасност при нижим задацима кроз реакције, као што је традиционално воденичко коло. Турбине с више нивоа могу користити било реакције или за подстицај лопатица под високим притиском. Парне турбине су традиционално више подстицајне, али се даље крећу ка реакцијском дизајну сличне онима које се користе у гасним турбинама. На ниском притиску оперативни медијум експандира у запремини за мало смањење притиска. Под тим условима (појам нископритисних турбина) лопатице постају строго дизајниране искључиво за импулсно постоље. Разлог томе је деловање брзине ротације за сваку оштрицу. Као што повећава запремину, оштрица повећава висину, а постоље лопатица се окреће на споријој брзини. Ова промена у брзини тера дизајнере на промену постоља са импулсног на високо реакцијски тип.
Пројектантске методе класичне турбине развијене су средином 19. века. Векторска анализа повезује проток течности са обликом турбине и ротацијом. Прво су кориштене графичке методе. Једначине за основне димензије делова турбина су добро документиране и високо делотворне машине се могу поуздано дизајнирати за било које стање флуида. Неки прорачуни су емпиријски, а други су темељени на класичној механици. Као и код већине инжењерских прорачуна, претпоставке су поједностављене. Троугао убрзања може се користити за прорачун основног нивоа својстава турбине. Гас излази млазницама стационарних турбина вођен лопатицама на апсолутној брзини . Ротор се врти на брзини U. У односу на ротор, брзина плина на улазу је .
Плин се окренуо према ротору и излази, у односу на ротор, брзином . Међутим, у апсолутном смислу брзине ротора излаз је . Троуглови брзина конструисани су помоћу тих различитих вектора брзине. Троуглови убрзања могу бити изграђени у сваком делу кроз лопатице (на пример: концентратор, главу, средишњи пресек и тако даље), али се обично приказују у пречнику средње фазе. Просечна својства за фазе могу бити израчунате из троугла брзина, на овом радијусу, користећи Ојлерову једначину:
{\displaystyle \Delta \;h=u\cdot \Delta \;v_{w}}
Odakle:
{\displaystyle \left({\frac {\Delta \;h}{T}}\right)=\left({\frac {u}{\sqrt {T}}}\right)\cdot \left({\frac {\Delta \;v_{w}}{\sqrt {T}}}\right)}
где је:
{\displaystyle \Delta \;h=\,} пад специфичне енталпија по фази,
{\displaystyle T=\,} укупна улазна температура турбине (или стагнација),
{\displaystyle u=\,} периферна брзина турбине ротора,
{\displaystyle \Delta \;v_{w}=\,} промена брзине вртлога.
Однос притиска турбине је функција {\displaystyle \left({\frac {\Delta \;H}{T}}\right)} и делотворности турбине.
С доласком модернијег дизајна турбина долазе и неки нови прорачуни мера. Рачунарска динамика флуида даје резултате и без употребе многих поједностављујућих претпоставки које су пре служиле да би се извеле класичне једначине, а компјутерски програми (софтвери) олакшавају оптимизацију. Ови алати су довели до сталног напретка у дизајнирању турбина у задњих 40 година. Примарно нумеричко класификовање турбина се мери према њиховим специфичним брзинама. Специфична брзина описује брзину турбине и њезину максималну делотворност с обзиром на снагу и проток. Специфична брзина је изведена тако да буде независна од величине турбине. С обзиром на услове протока флуида и жељене излазне брзине вратила, специфична брзина се може израчунати и тако се може изабрати одговарајући дизајн турбине. Специфичне брзине се заједно с неким основним једначинама могу искористити за поуздано унапређивање постојећих дизајна познатих изведби на нови ниво с новим својстава.

## Основна конструкција турбина
Све турбине се конструктивно састоје из покретног дела кога струјање флуида обрће − ротора (радног кола) и непокретног дела − статора (кућишта) преко кога су вратило и ротор улежиштени и које омогућава конверзију струјне енергије радног флуида у механички рад.

## Подела турбина

### Радни флуид
Зависно од врсте флуида који се користи као радни медиј, односно чиме се производи ротациона сила, турбине се могу поделити на:
- хидрауличне турбине (флуид је вода) - водне
- ваздушне турбине (флуид је ваздух) - ваздушне
- парне турбине (флуид је водена пара) - парне
- гасне турбине (флуид је гас) - гасне

### Намена
У зависности од тога за шта се користи механички рад, турбине се употребљавају за следеће сврхе
- млинове за млевење
  - воденице за млевење жита
  - ветрењаче за млевење жита и наводњавања
- разне машине
- генераторе за производњу електричне струје
  - генератори за производњу једносмерне струје
  - генератори за производњу наизменичне струје